# Ilia Trauberg
Pour les articles homonymes, voir Trauberg.
Ilia Zakharovitch Trauberg (russe : Илья Захарович Траубер) est un réalisateur et scénariste soviétique né à Odessa le 3 décembre 1905 et mort à Berlin le 18 décembre 1948. C'était le frère cadet de Leonid Trauberg.

## Filmographie

### Assistant réalisateur
- 1927 : Octobre : Dix jours qui ébranlèrent le monde (Октябрь : Десять дней, которые потрясли мир) de Sergueï Eisenstein et Grigori Alexandrov

### Réalisateur
- 1927 : Léningrad aujourd'hui (Ленинград сегодня) - Documentaire
- 1928 : La Route folle (Буйной дорогой) - Documentaire
- 1929 : Le Train mongol ou L'Express bleu (Голубой экспресс)
- 1932 : Pour vous, il y aura du travail (Для вас найдется работа)
- 1934 : Une singulière affaire (Частный случай)
- 1936 : Un fils de Mongolie (ru) (Сын Монголии)
- 1938 : L'Année 19 (Год девятнадцатый)
- 1941 : Nous vous attendons avec la victoire (ru) (Мы ждем вас с победой)
- 1941 : Valse-concert (Концерт-вальс)
- 1942 : Recueil de films de guerre n°11 (ru) (Боевой киносборник №11), segment Les Araignées (Пауки)

### Scénariste
- 1929 : Le Train mongol ou L'Express bleu (Голубой экспресс)
- 1932 : Pour vous, il y aura du travail (Для вас найдется работа)
- 1934 : Une singulière affaire (Частный случай)
- 1938 : L'Année 19 (Год девятнадцатый)
- 1941 : Valse-concert (Концерт-вальс)